# Аморетти, Карло
Карло Аморетти (итал. Carlo Amoretti; 16 марта 1741 — 24 марта 1816) — итальянский учёный, путешественник, редактор, педагог и библиотекарь XVIII—XIX века. Доктор, профессор, членкор Баварской АН (1808).

## Биография
Карло Аморетти родился 13 марта 1741 года в городе Онелья.
В 1757 году вступил в августинский орден, но вскоре оставил его и сделался мирским священником.
До 1797 года он состоял профессором церковного права в университете города Парма.
Из Пармы Аморетти был вызван в Милан, где ему предоставили должность консерватора (хранителя) Амброзианской библиотеки.
С 1775 по 1777 год работал редактором научного журнала «Scelta di opuscoli interessanti tradotti da varie lingue», который затем сменил название на «Opuscoli scelti», а в 1804 году на «Nuovi opusculi scelti».
В обширном сочинении «Nuova scella d’opuscoli interessanti sulle scienze e sulle arti» (27 томов, Милан, 1775—88) Аморетти стремился познакомить своих соотечественников с научными успехами других наций в областях археологии и истории искусств.
Ему обязаны изданием рукописи Леонардо да Винчи (Милан, 1804 и 1816), Фумагаллисов «Codex diplomaticus Ambrosianus» (Милан, 1805), описания путешествий Феррера Мальдональдо (Милан, 1811) и Антонио Пигафетта (Милан, 1800). Кроме того, Аморетти написал «Della rabdomanzia ossia elettrometria animale» (Милан, 1808), «Elementi di elettricità animale» (Милан, 1818) и «Viaggio di Milano ai tre laghi» (Милан, 1814).
Скончался 25 марта 1816 года в Милане. Его племянница Мария Пеллегрина Аморетти стала третьей женщиной, поступившей в аспирантуру, несмотря на современное ей положение женщин.

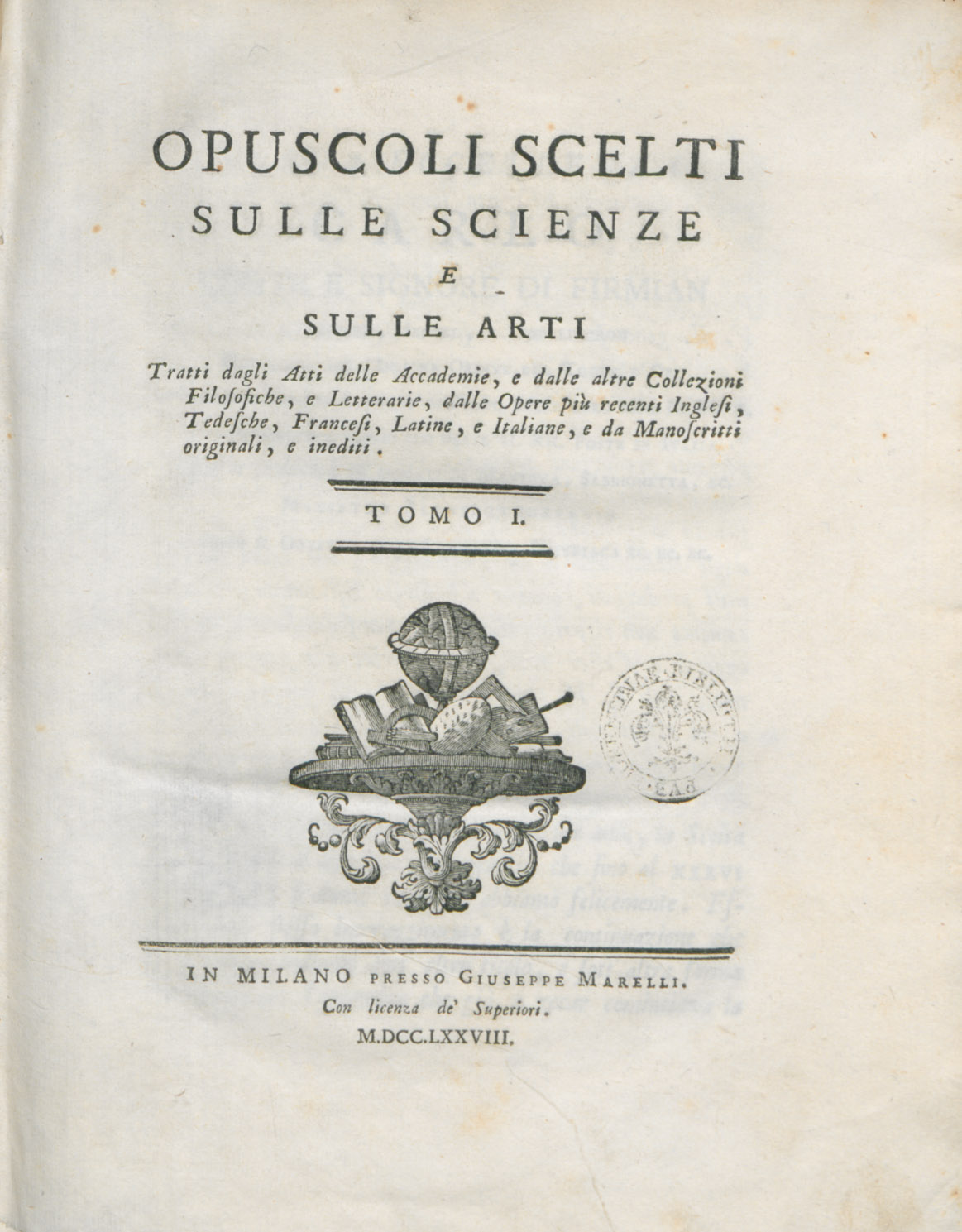
Opuscoli scelti sulle scienze e sulle arti, 1778